# リュック＝オリヴィエ・メルソン
リュック＝オリヴィエ・メルソン（Luc-Olivier Merson, 1846年5月21日 - 1920年11月13日）は、フランスの画家。

## 略歴
パリで生まれた。父親のシャルル＝オリヴィエ・メルソン(Charles-Olivier Merson)は画家、美術評論家であった。パリの国立美術高等学校でシャルル・シャセヴァンやイジドール・ピルスに学んだ。1866年にサロン・ド・パリに初めて出展し、3年後にローマ賞を受賞した。ローマ賞の特典でローマに留学し5年間イタリアに滞在し、宗教画や歴史画を描いた。
1875年にフランスに帰国し、フランス芸術家協会の展覧会で1位を受賞した。パリの公共施設の装飾画を描いた。1889年のパリ万国博覧会の展覧会で高評価を得た。郵便切手のデザインを依頼されたことでも知られる。1903年に私立学校、アカデミー・ヴィッティ(Académie Vitti)で教え、1906年から1911年の間はパリ国立高等美術学校で教えた。
1903年にレジオンドヌール勲章（シュバリエ）を受勲した。

## 作品

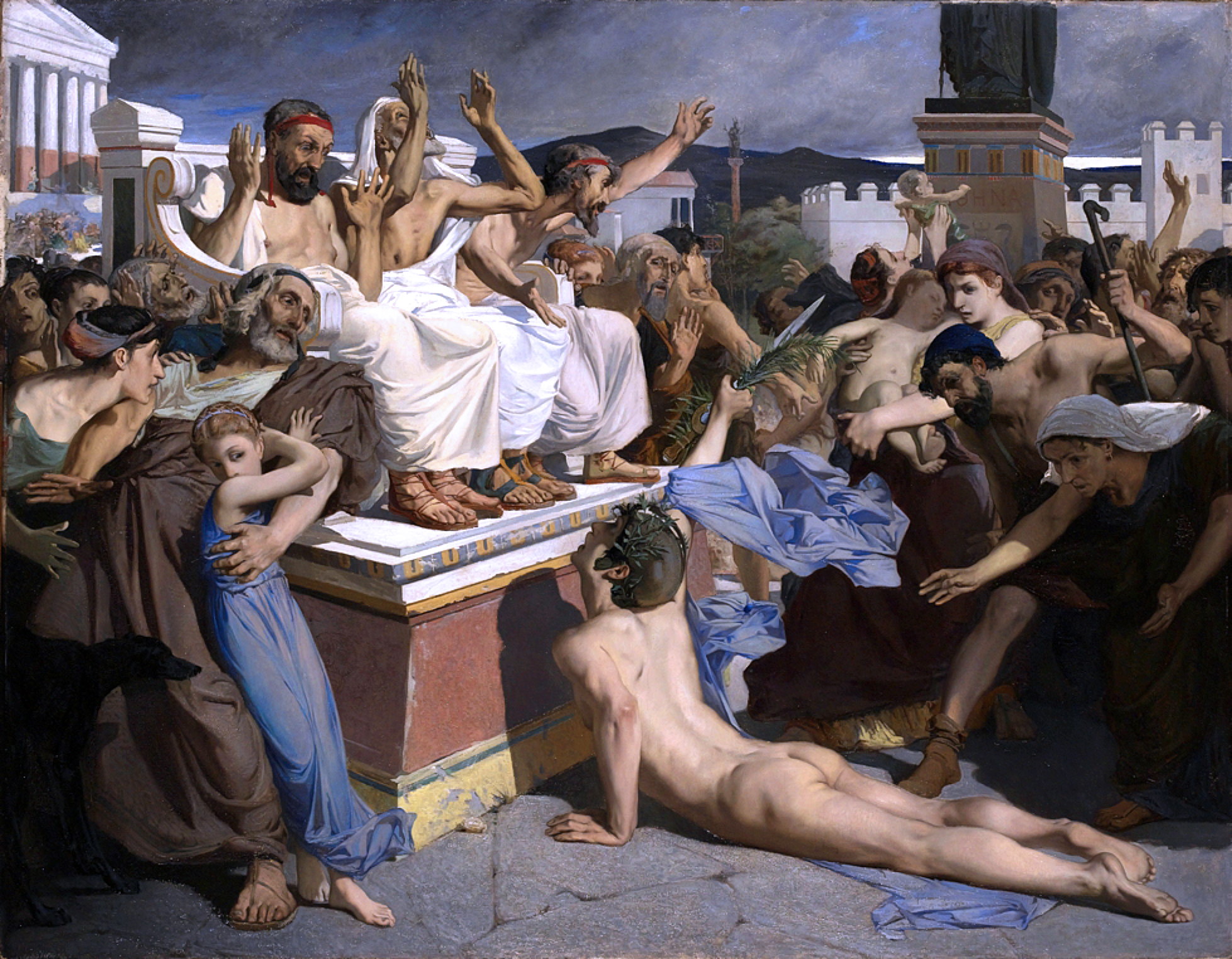
マラソンの兵士(1869)
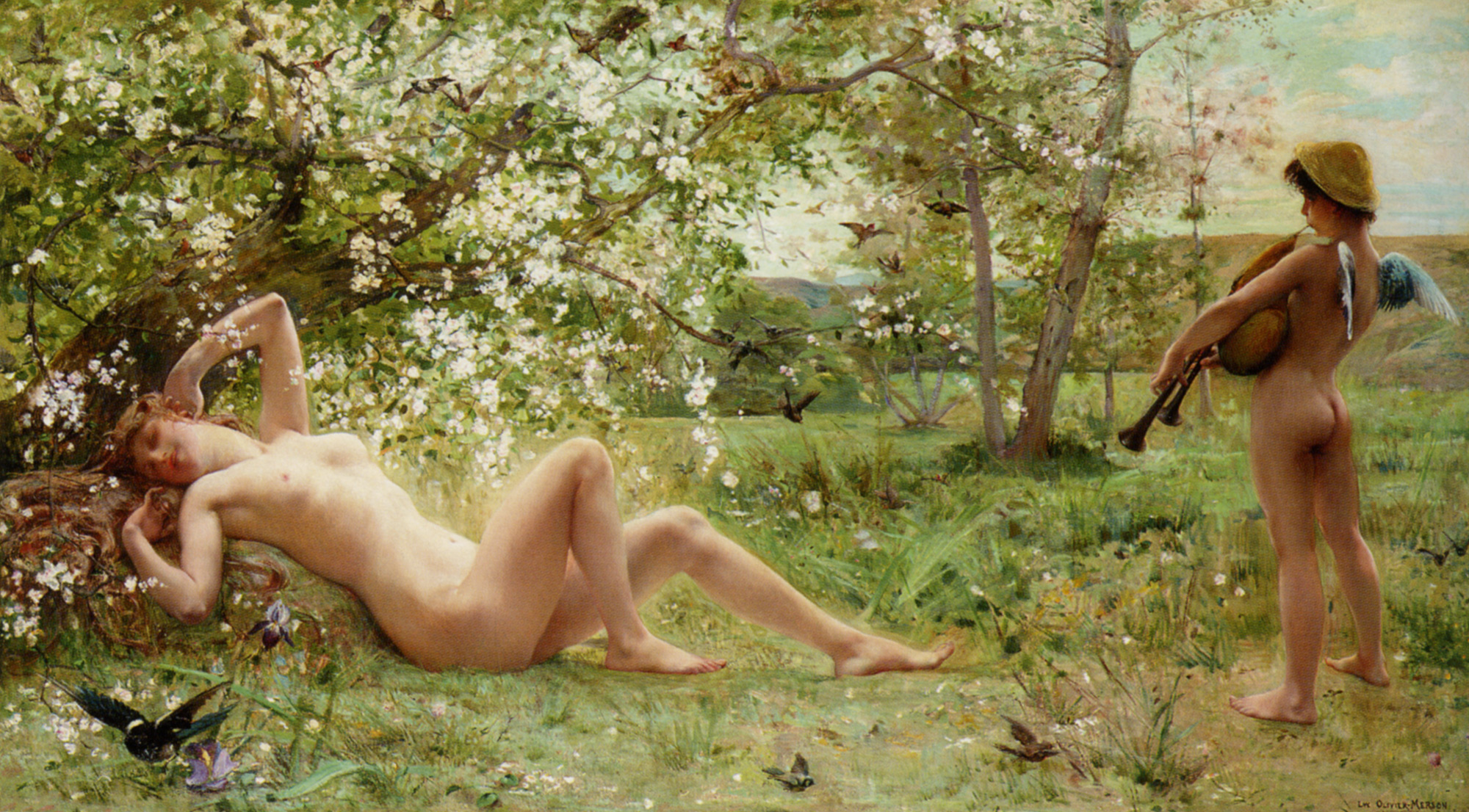
春の目覚め
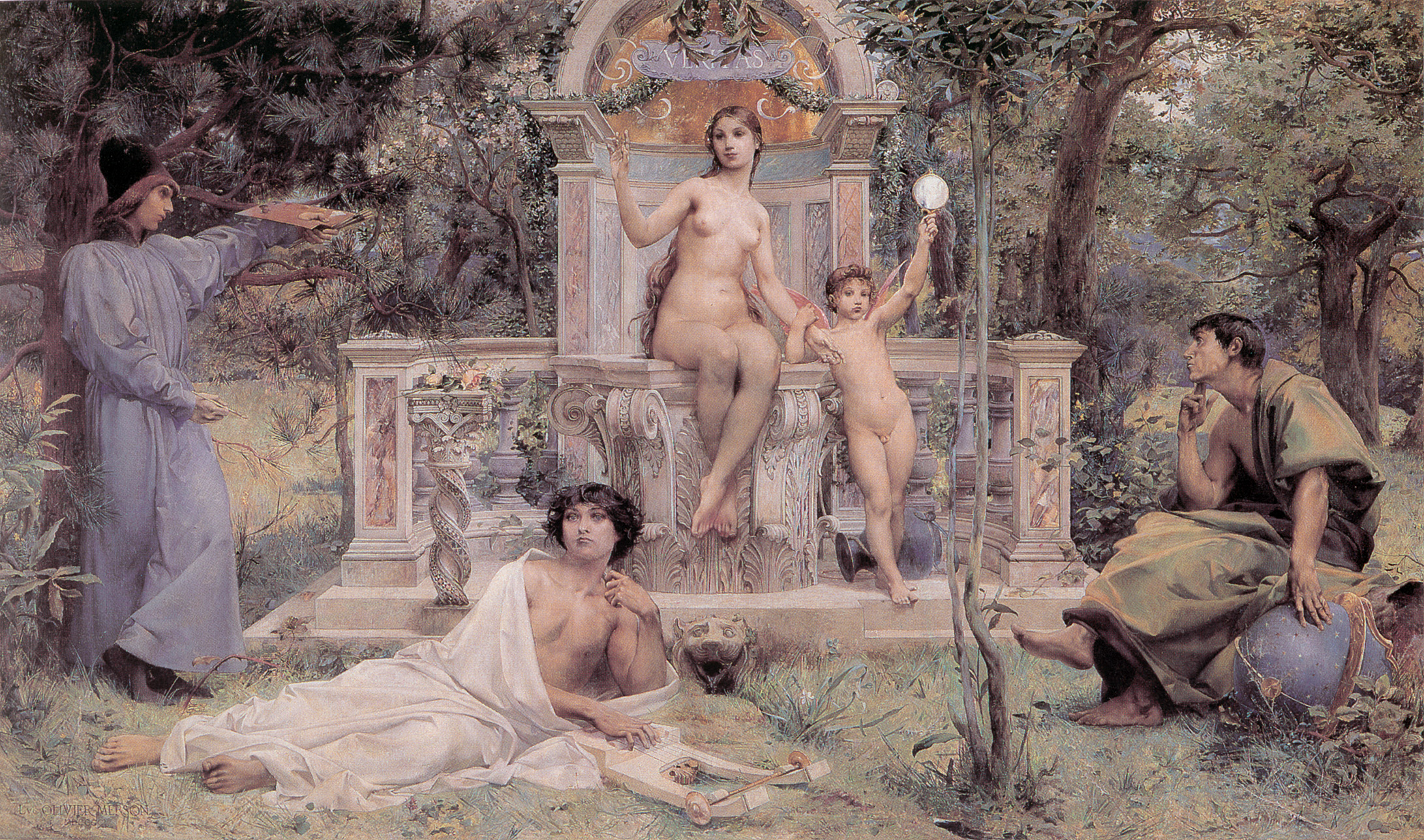
真実(1901)

## リュック＝オリヴィエ・メルソンの教えた画家たち(一部)
- アンリ・ベレリ＝デフォンテーヌ (1867-1909）
- リュドヴィク・アローム (1859-1941）
- アンリ・ドラヴァレー (1862-1943）
- ベルナール・ブーテ＝ド＝モンヴェル (1881-1949）
- ポール・ベルトン (1882-1934）
- ジョルジュ・ヴァルミエ (1885-1937）